# Gonomyia (Leiponeura) mambila
Gonomyia (Leiponeura) mambila is een tweevleugelige uit de familie steltmuggen (Limoniidae). De soort komt voor in het Afrotropisch gebied.